# Le Prince des sables
Le Prince des sables est une bande dessinée de Paul Cuvelier appartenant à la série Corentin. Publiée dans l'hebdomadaire Tintin de septembre 1968 à février 1969, elle a ensuite été recueillie en album par Dargaud en 1970 dans la collection « Jeune Europe ».

## Documentation
- Pierre Fresnault, « Le Prince des Sables de Paul Cuvelier », Phénix, no 19,‎ 1971, p. 75-76.